# Frank Miller
Frank Miller (Olney, 27 gennaio 1957) è un fumettista e sceneggiatore statunitense, considerato uno dei fumettisti americani più importanti e influenti dell'epoca contemporanea. È dotato di uno stile molto vicino a quello dei film di genere noir.
Creatore della serie Sin City, è noto anche per aver portato, unitamente ad Alan Moore, le atmosfere cupe e adulte nello sfavillante mondo dei supereroi tipiche delle origini. In questo senso sono fondamentali le sue storie su Devil, la creazione di Elektra per la Marvel Comics, e le storie Batman: Anno uno, Batman - Il ritorno del Cavaliere Oscuro e Batman - Il Cavaliere Oscuro colpisce ancora, realizzate per la DC Comics. Oltre ad essere un grande appassionato degli autori del genere noir, ma anche di fumettisti che spaziano da Dennis O'Neil a Walter Simonson, Frank è un grande estimatore di Hugo Pratt e del suo personaggio più rappresentativo, Corto Maltese, nonché di altri maestri italiani come Guido Crepax o Sergio Toppi
Nel 2022 ha fondato una sua casa editrice dal nome Frank Miller Presents, progetto realizzato in collaborazione con il veterano Dan DiDio, editor/scrittore/co-publisher della DC Comics con la quale ha collaborato dal 2010 al 2020. Ai due si affianca Silenn Thomas, in qualità di amministratore delegato.

## Biografia
(Frank Miller in un'intervista rilasciata a Playboy nell'agosto 2014.)

### Gli esordi nel fumetto (1978-1979)
(Al Milgrom e Jim Shooter quando presentano il nuovo disegnatore regolare per la serie Daredevil sul n.158 (maggio, 1979), il primo albo del personaggio disegnato da un giovane Frank Miller.)
Frank Miller nasce il 27 gennaio 1957 a Olney, nel Maryland, da una famiglia di origini irlandesi e di fede cattolica, quintogenito di sette figli di un carpentiere-elettricista e di un'infermiera. Si trasferisce con la sua famiglia a Montpelier, nel Vermont, vivendo una giovinezza relativamente isolata rispetto ai suoi coetanei e sviluppando precocemente una passione per il disegno, lo storytelling e il fumetto. Durante gli anni alla locale Union 32 High School già si diletta a scrivere e disegnare strisce a fumetti pubblicate su fanzine con poche copie di tiratura: il suo destino come fumettista è presto deciso e per il giovane Frank non vi è un "piano B". Già prima dei vent'anni vuole diventare un disegnatore di comic book o lavorare come creativo in campo cinematografico, altra sua grande passione. Nella seconda metà degli anni Settanta, poco dopo aver terminato il liceo, manda a vari editor e autori il suo portfolio; il primo che gli presta attenzione è il compianto Neal Adams, il quale gli manda dei feedback su come migliorare le sue tavole, allora piene di errori e con segni evidenti della sua inesperienza. Il contatto tra i due rimane comunque continuo per diverso tempo e Neal continua a dare suggerimenti al giovane di Onley, questo finché non sembra pronto per una storia d'esordio. Grazie al celebre artista, Miller ottiene la commissione per realizzare una short-story su Twilight Zone (serie ispirata all'omonima serie televisiva), pubblicata dalla Golden Key nel 1978; a questa segue un'altra storia breve per l'antologico Weird War Tales per la DC Comics. La decisione è presa, Frank vuole imporsi come grande fumettista al pari di quanto ha fatto il giovanissimo Bob Dylan nel campo musicale. Tra i principali fumettisti a cui si ispira vi sono Neal Adams (suo primo mentore), Jack Kirby (il King of Comics), Frank Frazetta (illustratore rivoluzionario, creatore di Vampirella e di celebri cover su Conan the Barbarian e di genere fantasy) e Will Eisner (la cui opera Contratto con Dio è spesso accreditata come prima graphic novel della storia dei comic). All'età di 21 anni, Frank si è già trasferito a New York, all'epoca capitale e centro creativo del fumetto statunitense (sede delle major del settore quali la Marvel e la DC). L'esordio nel mondo dei comic statunitensi avviene quindi durante l'epoca denominata Bronze Age (1970-1985), un periodo turbolento che vede l'imporsi di nuovi formati, di un nuovo tipo di distribuzione dei fumetti (il Marcato Diretto delle fumetterie e librerie) alternativo alle edicole e drugstore, l'esordio del primo vero blockbuster cinematografico nel genere dei cinecomic e che vede la Marvel superare la DC nelle vendite. Gli autori più acclamati dalla critica sono Neal Adams, Steve Gerber, Roy Thomas, Barry Smith, R. Crumb, Art Spiegelman, Don McGregor, Jim Starlin, Will Eisner. A questi si aggiunge Jack Kirby, che però va incontro al declino: dopo aver iniziato gli anni settanta come il più grande artista di comic vivente, alla fine del decennio si ritrova di fatto fuori dal settore, avendo perso il richiamo e il plauso dei lettori (e anche della critica specializzata).

### Marvel e DC
Dopo essersi fatto notare con una storia in due parti su un annual di The Amazing Spider-Man, scritto da Chris Claremont, cominciò a realizzare regolarmente le matite per Daredevil, di cui successivamente scriverà anche le sceneggiature, realizzando le storie più apprezzate sul personaggio, su tutte Devil: Rinascita (quest'ultima disegnata da David Mazzucchelli). In collaborazione con l'inchiostratore Klaus Janson, Miller si assicurò un numero crescente di fan e ottimi giudizi da parte dei critici. Lavorando sul personaggio di Devil, poi, Miller creò il personaggio della ninja assassina Elektra, uno dei suoi personaggi più famosi. L'adattamento cinematografico di Daredevil del 2003 ha poi ripreso molti elementi delle storie di Miller.

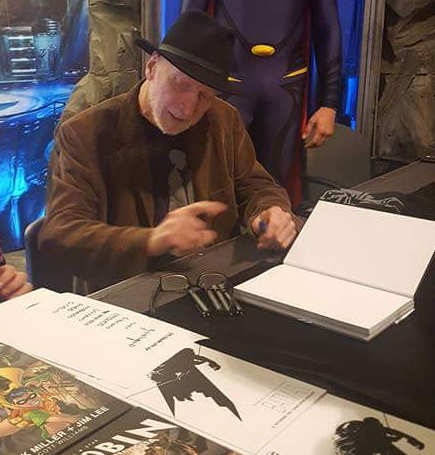
Frank Miller a Lucca Comics & Games 2016

Chiamato dalla DC Comics per ricreare il mito di Batman subito dopo i catastrofici eventi di Crisi sulle Terre infinite, Miller realizza Batman: Anno uno insieme al disegnatore David Mazzucchelli, quindi, sempre con Janson alle chine, Batman: Il ritorno del Cavaliere Oscuro (il suo lavoro più famoso), colorato dalla moglie Lynn Varley. Entrambe le opere furono fondamentali non solo nella ridefinizione del personaggio, tornato alle atmosfere oscure delle storie di Finger e Kane, ma anche nel più ampio panorama del fumetto di genere supereroico e popolare. Infatti Miller non solo introduce un nuovo modo di concepire le didascalie, ma l'uso sapiente di una rigorosa suddivisione della tavola, alternata con spettacolari splash-page, rendono la sua opera su Batman uno dei capolavori assoluti del fumetto mondiale. Nelle pagine del fumetto descrive anche un Superman ormai alla mercé del governo federale che preferisce rimanere nascosto per evitare problemi internazionali. La sua visione di Batman è stata quella dominante per vent'anni, ripresa dalla versione cinematografica di Tim Burton e da quelle più recenti di Christopher Nolan, oltre che da romanzi grafici come Batman: The Killing Joke di Alan Moore e Brian Bolland e Arkham Asylum: Una folle dimora in un folle mondo di Grant Morrison e Dave McKean.
Nel 2001, dopo molte insistenze da parte dei fan, ma soprattutto grazie a un fortuito incontro con il supervisore delle Bat-testate Bob Shreck, Miller realizza un seguito della miniserie Il ritorno del Cavaliere Oscuro. La nuova opera è una miniserie in tre parti dal titolo Batman - Il Cavaliere Oscuro colpisce ancora. L'opera, graficamente agli antipodi rispetto al capitolo precedente, risulta questa volta una visione corale dell'intero cosmo DC Comics. Oltre a ripresentare i personaggi del primo episodio, Miller ripropone Lanterna Verde, Flash, Atomo e Wonder Woman, realizzando un'opera molto meno oscura e molto più supereroica nelle atmosfere rispetto a Il ritorno, seguendo un percorso analogo a quello di Alan Moore, che dapprima iniziò una collaborazione con la Image Comics e Rob Liefeld, e successivamente provò a riportare le atmosfere più genuine delle origini con la sua linea di fumetti, la America's Best Comics.
Nel 2005 Miller ritorna a lavorare su un progetto seriale per la DC Comics e per Batman: nel luglio dello stesso anno, infatti, esce il primo numero di All-Star: Batman & Robin The Boy Wonder (All Star Batman e Robin nella versione italiana), per i disegni di Jim Lee.
Nel 2015 Miller tornerà ancora a collaborare con la DC Comics. Infatti Batman: Il ritorno del Cavaliere Oscuro del 1986, opera considerata tra le più influenti e innovative dell'era moderna del genere supereroistico, origina, grazie al suo successo, ulteriori sequel e prequel, che si collocano all'interno di un universo parallelo in cui Frank Miller sviluppa la sua versione di Batman e di altri supereroi DC in maniera autonoma rispetto alle storie canoniche. Tra il 2015 e il 2017 Miller realizza quindi Cavaliere Oscuro III - Razza suprema, una miniserie di 9 numeri. Ognuno di questi è composto da due albi; un albo principale di 32 pagine con misure standard (contenente la storia principale) e un mini-albo (o mini-comic in originale) che ha misure ridotte ed è composto da 16 pagine. Quest'ultimo rappresenta un'appendice che andrà a sviluppare l'universo narrativo del Batman di Frank Miller così come si è dipanato a partire dall'opera seminale Batman: Il ritorno del Cavaliere Oscuro per poi proseguire in Batman - Il Cavaliere Oscuro colpisce ancora e in Dark Knight III: The Master Race (presentato come il capitolo che vuole chiudere una trilogia).
Nel giugno 2016 Miller realizza Il ritorno del Cavaliere Oscuro - L'ultima crociata sempre per la DC Comics. Frank Miller e Brian Azzarello sono autori dei testi e John Romita Jr. e Peter Steigerwald ne realizzano i disegni. L'opera è in questo caso un prequel de Batman: Il ritorno del Cavaliere Oscuro. Mentre nell'opera originale si vede un Bruce Wayne sulla cinquantina e ritiratosi dalla sua attività di vigilante (per poi tornare), in The Last Crusade, Miller e Azzarello ci svelano i retroscena che lo hanno portato a rinunciare a essere Batman. La vicenda si svolge una decina d'anni prima degli avvenimenti de Il ritorno del Cavaliere Oscuro (o The Dark Knight Returns).

### Lavori indipendenti

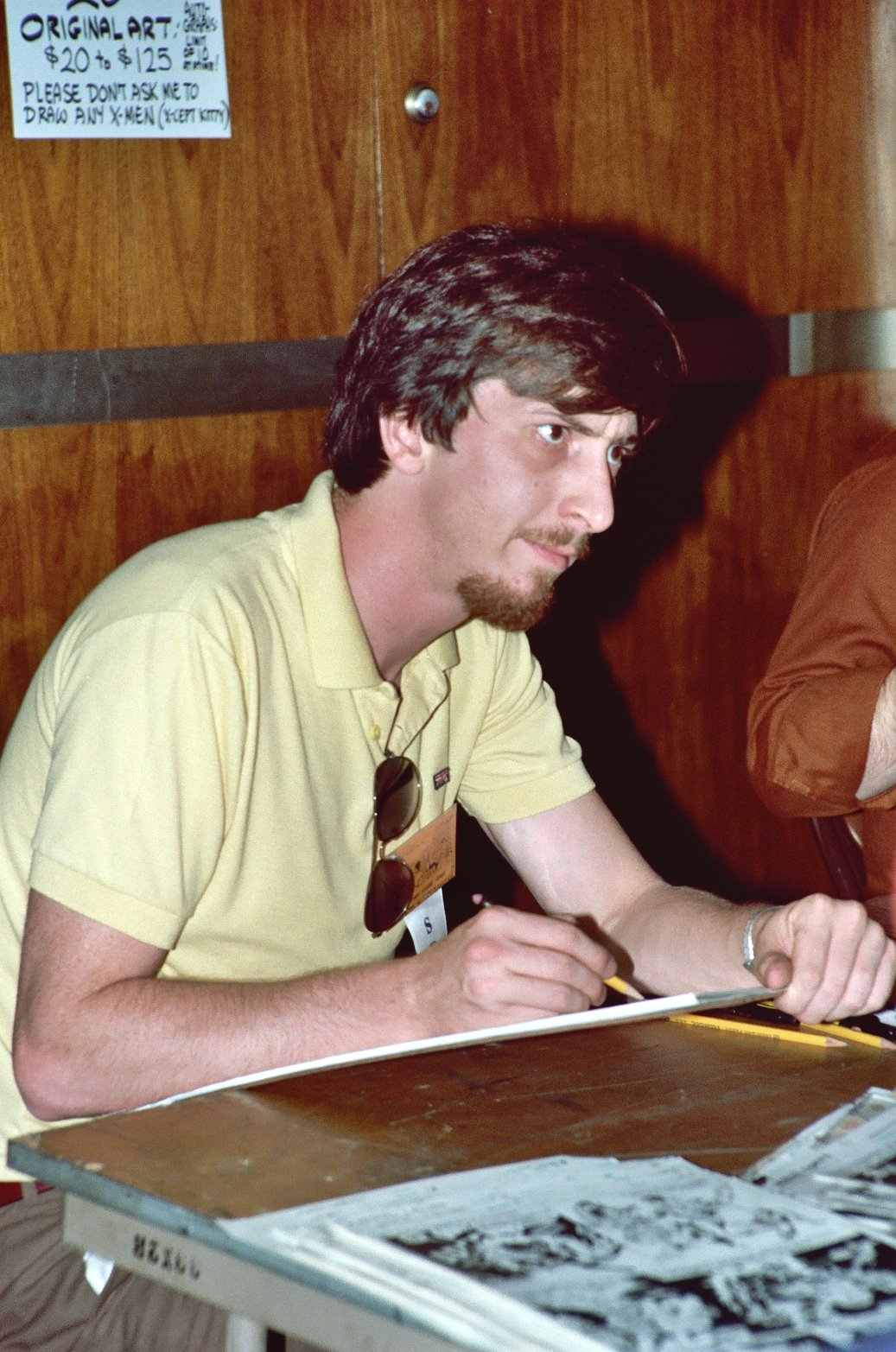
Frank Miller nel 1982.

Oltre ai lavori per le principali case editrici statunitensi, Miller ha anche realizzato opere di cui detiene i diritti, come Give Me Liberty con Dave Gibbons e Hard Boiled con Geof Darrow. In questo campo si devono anche contare opere importanti come Ronin (che presenta degli stilemi derivati dai manga, ma anche dal fumetto europeo, soprattutto quello francese), storia di un samurai fantascientifico, che è stata la sua prima collaborazione con la Varley. A questa si aggiunge la famosissima Sin City, una serie di storie poliziesche in bianco e nero pubblicate originariamente dalla Dark Horse Comics e tradotte in italiano da Comic Art, Play Press, Lexy Produzioni e dalla Magic Press.
Nel 1998 realizza per la Dark Horse anche il romanzo a fumetti 300, ispirato alla famosa battaglia delle Termopili dove combatterono 300 guerrieri spartani. L'opera, diventata una delle più famose di Miller, è stata pubblicata prima in volumetti, poi raccolta in un volume di formato orizzontale, pubblicato in Italia dalla Magic Press. A questo si aggiungono un paio di episodi sul personaggio di Spawn: uno per la sua serie regolare, l'altro per un team-up con Batman, che segna il suo ritorno sul personaggio del Cavaliere Oscuro. Entrambe le storie sono disegnate da Todd McFarlane, creatore del personaggio e, come Miller, disegnatore sia per l'Uomo Ragno sia per Batman. Bad Boy è uscito a puntate per l'edizione inglese di GQ. Raccolto poi dalla Dynamite Entertainment nel giugno del 2009 in un volume con la copertina inedita di Frank Miller e bozzetti aggiuntivi di Simon Bisley.
Nel 2011, pubblicato dalla Legendary Entertainment, esce il graphic novel Holy Terror. La storia parla del terrorismo e della sua connessione con l'integralismo religioso; la posizione assunta da Miller ha suscitato forti reazioni nella critica statunitense sul web. Il protagonista è un personaggio chiamato "Fixer", lontano dagli stereotipi dell'eroe buono e giusto sebbene la sua figura richiami quella di Batman (inizialmente questa doveva essere una sua storia), che usa metodi violentissimi per affermare le sue ragioni. Holy Terror verrà tradotto in italiano da BAO Publishing nel marzo 2012.

### Miller e i film
Miller è stato anche autore di sceneggiature per il cinema, tra le più importanti quelle di RoboCop 2 e RoboCop 3. Dopo RoboCop 3, Miller dichiarò che non avrebbe più permesso a Hollywood di creare adattamenti dei suoi fumetti, perché disgustato dal fatto che nonostante quasi nessuna delle sue idee fosse finita nella versione definitiva del film, il suo nome apparisse comunque nei titoli. Nonostante questa dichiarazione, Miller ha poi collaborato all'adattamento cinematografico della serie Sin City per opera di Robert Rodriguez, che con alcune scene di prova ha ottenuto il placet dell'autore. L'omonimo film è uscito nel 2005, con un ottimo riscontro di pubblico e recensioni abbastanza positive, tanto che è stato prodotto un secondo capitolo nel 2014.
Nel 2007 è uscito nelle sale 300, il film ispirato al suo omonimo romanzo a fumetti. Questa produzione è resa particolare dalla fotografia digitale "noir" e dalla caratteristica e fondamentale post-produzione di notevole entità, dagli effetti speciali e dalle ricostruzioni immaginarie di luoghi e personaggi pseudo-storico/leggendari, ripresi quasi totalmente dal fumetto di Miller. Sempre nel 2007 Gianni Nunnari, produttore di 300, annunciò la sua intenzione di produrre l'adattamento cinematografico di Ronin, affidando la regia a Sylvain White.
Nel 2008 esordisce nella regia cinematografica con The Spirit, lungometraggio ispirato all'omonimo personaggio dei fumetti nato da Will Eisner nel 1940. Nel 2012 è uscito il lungometraggio animato Batman: The Dark Knight Returns. Part 1, basato su Batman: Il ritorno del Cavaliere Oscuro di Miller.

### La rinascita
I primi tre lustri degli anni duemila sono stati anni difficili per l'autore, sia a livello personale, sia per le forti critiche ricevute dalle sue opere e provenienti sia da molti lettori sia dalla stampa generalista. A partire dalla pubblicazione di The Dark Knight Strikes Back, seguendo con All-Star-Batman & Robin, the Wonder Boy per arrivare a Holy Terror (nel 2011) si assiste a un continuo accanimento sull'autore, a cui contribuiscono le sue posizioni islamofobe, l'avvicinamento (presunto) a ideali che sposano le cause della destra radicale e a una condanna dei nuovi movimenti giovanili (contrari a un capitalismo finanziario neo-liberista) come Occupy Wall Street. L'insuccesso del lungometraggio The Spirit (del 2008), dove Miller è nella triplice veste di sceneggiatore, regista e attore, a cui si aggiunge quello del secondo capitolo di Sin City (ovvero Sin City, A Dame to kill for, del 2014) hanno decisamente ridotto le sue ambizioni hollywoodiane. La sua stessa produzione fumettistica si è diradata e questa è stata definita una fase dell'autore in cui sembra creare parodie di quanto fatto in passato, dominate da un velo di decadentismo tematico e visivo. 
Agli inizi del secondo decennio degli anni duemila, grazie ai co-publisher della DC Comics Jim Lee e (soprattutto) Dan DiDio viene ricontattato dalla celebre casa editrice per un seguito al suo The Dark Knight. Da qui nasce Dark Knight III: The Master Race, un'opera che risolleva le vendite della DC riportandola più volte in cima alle classifiche (tra il 2015 e il 2017) dominate dallo strapotere della Marvel Comics. Ancora una volta riesce poi a rivalutare una figura come Batman, spesso surclassata dai super eroi della casa delle idee, sempre più popolari grazie anche al successo delle pellicole cinematografiche dei Marvel Studios e della Sony Pictures. Il successo è tale che viene prodotto un prequel a Il Ritorno del Cavaliere Oscuro e un sequel a The Dark Knight III. Miller sembra tornato a essere acclamato dei lettori e anche da una parte della critica. Questa nuova ribalta sul mercato gli permette di affrontare il secondo decennio degli anni duemila con un rinnovato vigore e nuovi progetti che lo vedono tornare principalmente al mercato indipendente. Non mancano però le contestazioni e nel 2021 la partecipazione di Miller alla fiera del fumetto britannica Thought Bubble è stata annullata a seguito di una polemica sollevata dalla casa editrice indipendente ShortBox, che attraverso la sua direttrice Zainab Akhtar ha pubblicamente accusato il disegnatore di islamofobia, soprattutto dopo la pubblicazione di Sacro Terrore, opera realizzata come reazione agli attentati dell'11 settembre 2001. Dopo tale dichiarazione, gli organizzatori di Thought Bubble hanno annullato l'invito per Miller, dichiarando che il disegnatore non avrebbe più potuto partecipare alla fiera.
L'ostracismo nei confronti dell'autore per le sue posizioni politiche tende però a essere ormai particolarmente sentito solo in alcune zone degli Stati Uniti e da alcuni ambienti intellettuali dei paesi anglofoni. A livello internazionale e nella maggior parte degli Stati dell'Unione torna a godere di una rinnovata fama e supporto per le sue possibili nuove produzioni. Un'occasione di svolta per l'autore arriva quando, in seguito alla fusione tra Time Warner e AT&T (nel 2018), la DC entertainment allontana dalla carica di presidente Diane Nelson, sostituita da Pam Lifford, presidente della Warner Bros. Global Brands Experiences. La conseguenza è un radicale cambiamento dei vertici operativi, creativi e manageriali che curano la produzione della DC Comics. Ne segue un biennio caratterizzato da licenziamenti, revisione dei contratti in esclusiva con gli autori e un ristruttura degli imprint della casa editrice. Tra coloro che vengono allontanati vi è lo stesso co-publisher Dan DiDio (ruolo ricoperto tra il 2010 e il 2020), l'editore che aveva patrocinato e sollecitato il ritorno di Miller alla DC. Tra i due esiste un rapporto di fiducia e amicizia e su iniziativa dello stesso Frank decidono di fondare una nuova casa editrice indipendente, annunciata nell'aprile del 2022. Viene battezzata Frank Miller Presents (nel cui logo vi è l'anagramma FMC). Il presidente è Frank Miller, l'editore Dan DiDio e la direttrice operativa è Silenn Thomas, che aveva ricoperto in precedenza la carica di amministratrice delegata per la Frank Miller Ink, ovvero l'azienda che gestisce il lavoro, i diritti e i franchise dell'autore. Il fine della FMP non è solo quello di proporre nuove opere del suo fondatore ma soprattutto quello di dare la possibilità ad altri autori/artisti di sviluppare nuove idee. Tra gli annunci riguardanti le opere a cui si dedica lui stesso le prime a essere citate sono Sin City 1858, fumetto prequel della saga omonima con ambientazioni western, e il seguito di Ronin, celebre fumetto pubblicato nei primi anni ottanta per la DC Comics.
Nel novembre del 2022 viene annunciato che Miller è lo sceneggiatore e produttore esecutivo di una serie live-action su Corto Maltese. La passione per il personaggio nasce da ragazzo, quando trova alcune sue opere al Forbidden Planet di New York. Nel corso degli anni quasi si dimentica del personaggio per poi riscoprirlo in età adulta durante un suo viaggio a Roma. Quando Studio Canal annuncia il progetto per la serie TV, Miller si aggancia all'opera. La prima stagione composta da 6 episodi è legata alle avventure caraibiche rievocate da Hugo Pratt. Il primo episodio è ispirato e rielaborato da Miller sul soggetto di Una ballata del mare salato, prima avventura di Corto Maltese. Sul personaggio Miller afferma: «È un mascalzone che può parlare con gli Dei. Come Ulisse, non ha idea di quale sia il mondo che sta scoprendo durante il suo viaggio. Ed è un mondo pieno di Magia e Orrore... Mentre intorno si svolge l'azione, la macchina da presa fisserà sempre la faccia di Corto perché, citando Raymond Chandler: Lui è l'eroe, Lui è tutto».

## Vita personale
Dal 1985 al 2005 è stato sposato con la colorista Lynn Varley, che aveva collaborato nella colorazione di molte delle sue opere più acclamate tra cui 300 e Ronin.
Ha avuto in seguito una relazione con la studiosa shakespeariana Kimberly Halliburton Cox, che era apparsa come cameo nell'adattamento cinematografico di The Spirit.
In risposta alle affermazioni secondo cui le sue opere siano di ideologia conservatrice, Miller si è tuttavia dichiarato libertario.

## Opere

Copertina di Batman - Il Cavaliere Oscuro colpisce ancora realizzata da Frank Miller

- The Twilight Zone #84-85 (accreditato come disegnatore, Gold Key, giugno-luglio 1978)
- The Spectacular Spider-Man #27–28 (con Bill Mantlo, Marvel Comics, 1979)
- The Amazing Spider-Man Annual, #14–15 (con Dennis O'Neil, Marvel Comics, 1980–1981)
- Daredevil vol. 1 #158-161; 163-191; 219; 226-233 (Marvel Comics, 1979-1983; 1985-1986)
- What If? #28; 34-35 (Marvel Comics, 1981-1982)
- Wolverine vol.1 #1–4 (con Chris Claremont, Marvel Comics, 1982)
- Ronin (DC Comics, 1983)
- Batman - Il ritorno del Cavaliere Oscuro (DC Comics, 1986)
- Devil: Amore e guerra (con Bill Sienkiewicz, Marvel Comics, 1986)
- Elektra: Assassin #1–8 (con Bill Sienkiewicz, Marvel Comics, 1986–1987)
- Batman: Anno uno (con David Mazzucchelli, DC Comics, 1987)
- Martha Washington volumi 1-6 (con Dave Gibbons, Dark Horse Comics, 1990-2007)
- Hard Boiled (Dark Horse Comics, 1990-1992)
- Elektra vive ancora (Marvel Comics, 1991)
- Sin City volumi 1-7 (Dark Horse Comics, 1991-2000)
- Devil: L'uomo senza paura (con John Romita Jr., Marvel Comics, 1993)
- Spawn #11; Spawn/Batman (con Todd McFarlane, Image Comics, 1993-1994)
- Bad Boy (1997)
- 300 (Dark Horse Comics, 1998)
- Batman - Il Cavaliere Oscuro colpisce ancora (DC Comics, 2001)
- All Star Batman e Robin (DC Comics, 2005)
- Sacro terrore (2011)
- Cavaliere Oscuro III - Razza suprema (DC Comics, 2015)
- Il ritorno del Cavaliere Oscuro - L'ultima crociata (DC Comics, 2016)
- Xerxes: La caduta della casa di Dario e l'ascesa di Alessandro (Dark Horse Comics, 2018)
- Superman: Anno uno (con John Romita Jr., DC Comics, 2019)
- Il ritorno del Cavaliere Oscuro - Il bambino d'oro (con Rafael Grampá, DC Comics, 2019)

Raccolte:
- Universo DC (Antologia delle storie brevi uscite per la DC Comics tra il 1978 e il 2000), RW Lion 2016.

Contiene:
- Weird War Tales 64, Deliver Me from D-Day (con Wyatt Gwyon, 1978)
- Unknow Soldier 219, The Edge of History (con Elliot S. Maggin, 1978)
- Weird War Tales 68, The Day After Doomsday (con Roger McKenzie, 1978)
- Weird War Tales 68, The Greatest Story Never Told (con Paul Kupperberg, 1978)
- Dc Special Series 21, Wanted: Santa Claus - Dead or Alive! (con Dennis O'Neil, 1979)
- Superman 400, The Living Legends of Superman (con Elliot S. Maggin, 1984)
- Orion 3, Tales of the New Gods: Nativity (con Walt Simonson, 2000)
- Fanboy 5, Batman (con Mark Evanier, 1999)
- Superman and Batman: World's Funnest 1, Last Imp Standing! (con Evan Dorkin, 2000)

## Filmografia

### Regista
- Sin City (2005)
- The Spirit (2008)
- Gucci Guilty Intense - spot TV (2010)
- Sin City - Una donna per cui uccidere (Sin City: A Dame to Kill For) (2014)

### Sceneggiatore
- RoboCop 2 (1990)
- RoboCop 3 (1993)
- Sin City (2005)
- The Spirit (2008)
- Sin City - Una donna per cui uccidere (Sin City: A Dame to Kill For) (2014)

### Produttore
- Sin City - Una donna per cui uccidere (Sin City: A Dame to Kill For) (2014)

### Attore
- Sergio Leone - L'italiano che inventò l'America, regia di Francesco Zippel - documentario (2022)

## Riconoscimenti
- Eisner Awards
  - Best Short Story – 1995 "The Babe Wore Red", in Sin City: The Babe Wore Red and Other Stories (Dark Horse/Legend)
  - Best Finite Series/Limited Series – 1991 Give Me Liberty (Dark Horse), 1995 Sin City: A Dame to Kill For (Dark Horse/Legend), 1996 Sin City: The Big Fat Kill (Dark Horse/Legend), 1999 300 (Dark Horse)
  - Best Graphic Album: New – 1991 Elektra Lives Again (Marvel)
  - Best Graphic Album: Reprint – 1993 Sin City (Dark Horse), 1998 Sin City: That Yellow Bastard (Dark Horse)
  - Best Writer/Artist – 1991 for Elektra Lives Again (Marvel), 1993 for Sin City (Dark Horse), 1999 for 300 (Dark Horse)
  - Best Artist/Penciller/Inker or Penciller/Inker Team – 1993 for Sin City (Dark Horse)

- Kirby Awards
  - Best Single Issue – 1986 Daredevil #227 "Apocalypse" (Marvel), 1987 Batman: The Dark Knight Returns #1 "The Dark Knight Returns" (DC)
  - Best Graphic Album, 1987 Batman: The Dark Knight Returns (DC)
  - Best Writer/Artist (single or team) – 1986 Frank Miller and David Mazzucchelli, for Daredevil: Born Again (Marvel)
  - Best Art Team – 1987 Frank Miller, Klaus Janson and Lynn Varley, for Batman: The Dark Knight Returns (DC)

- Harvey Awards
  - Best Continuing or Limited Series – 1996 Sin City (Dark Horse), 1999 300 (Dark Horse)
  - Best Graphic Album of Original Work – 1998 Sin City: Family Values (Dark Horse)
  - Best Domestic Reprint Project – 1997 Batman: The Dark Knight Returns, 10th Anniversary Edition (DC)

- Festival di Cannes
  - Palma d'oro – 2005 (nominated) Sin City (Dimension Films)

- Scream Awards
  - The Comic-Con Icon Award – 2006